# Бруссард, Мередит
Мередит Брусса́рд (англ. Meredith Broussard) — американская учёная и автор публицаций, преподаватель цифровой журналистики в Институте Артура Л. Картера при Нью-Йоркском университете. Её исследования посвящены роли искусственного интеллекта в журналистике. Работая в Центре цифровой журналистики Tow в Высшей школе журналистики Колумбийского университета, она создала программу Bailiwick, предназначенную для раскрытия историй о финансировании избирательных кампаний на основе данных президентских выборов в США в 2016 году. Работала обозревателем программных продуктов в The Philadelphia Inquirer, а также разработчиком программного обеспечения в AT & T Bell Labs и MIT Media Lab. Статьи и очерки Бруссар публиковались во многих изданиях, включая The Atlantic, Harper’s Magazine и Slate Magazine.

## Публикации
Работы Бруссар исследуют вопросы на пересечении технологии и социальной практики. Она была упомянута в Сообщениях ACM. Обозреватель Wall Street Journal Кристофер Мимс назвал Бруссар экспертом в технологиях беспилотных автомобилей.
- Artificial Unintelligence: How Computers Misunderstand the World
- «Broken Technology Hurts Democracy»[6]
- «Challenges of archiving and preserving born-digital news applications»[7]
- «How to Think About Bots»[8]
- «New Airbnb Data Reveals Some Hosts Are Raking In Big Bucks»[9]
- «The Irony of Writing Online About Digital Preservation»[10]
- «The Secret Lives of Hackathon Junkies»[11]
- «When Cops Check Facebook»[12]
- «Big Data in Practice: Enabling Computational Journalism Through Code-Sharing and Reproducible Research Methods»[13]
- «Preserving News Apps Presents Huge Challenges»[14]
- «Why Poor Schools Can’t Win at Standardized Testing»[15]
- «Artificial Intelligence for Investigative Reporting»[16]

На русском
- Мередит Бруссард. Искусственный интеллект. Пределы возможного. — М.: Альпина нон-фикшн, 2020. — 362 с. — ISBN 978-5-00139-080-0.